# Witbaardstruikgors
De witbaardstruikgors (Atlapetes albofrenatus) is een zangvogel uit de familie Passerellidae (Amerikaanse gorzen).

## Verspreiding en leefgebied
Deze soort telt 2 ondersoorten:
- A. a. meridae: noordwestelijk Venezuela.
- A. a. albofrenatus: noordelijk Colombia.